# 凝望星空 (迷你專輯)
《凝望星空》為挪威DJ兼音樂製作人凱戈發布的首張迷你專輯，該專輯於2017年9月22日由索尼音樂與Ultra Music發行，標準版共收錄4首曲目，包含已發行的3首單曲。

## 歌曲
專輯同名歌曲凝望星空由賈斯汀·傑索獻聲。的卡莉·鲍威尔（Karlie Powell）認為凝望星空擁有嶄新的視聽感受。《公告牌》的凯特·贝因（Kat Bein）注意到凱戈一改過去常用的鋼鼓，反而是將人聲剪碎撒在合成器演奏的熱帶旋律上，讓歌曲呈現悠閒的樣貌。
和赛琳娜·戈麦斯合作的不會是我是專輯首支單曲，它以吉他和弦做開場，接著過渡至凱戈招牌的熱帶浩室曲風。第3首歌曲，同時也是專輯第2支主打歌初戀由艾麗·高登演唱，歌曲主要闡述青春時期的愛戀和對其的思念。凯特·贝因將以上3首歌收錄在「10首最棒的凱戈歌曲」清單中，她將不會是我列為最佳，稱讚凱戈不僅保留了大家喜愛的元素，還有所成長展現出全新的一面。
莎夏·斯隆演藝的This Town是首有著Progressive House為基底的鄉村電子樂。額外加收的最美好的事出自U2樂團同年發行的專輯《淬鍊之歌》，混音版雖然更加流行但仍保有原版民謠的調性。

## 發行與宣傳
凱戈在2017年8月18日的上首度公布同名歌曲，接著又在自己的發布兩段演出短片。隔月1日，凱戈現身安可拉斯維加斯，和賈斯汀·傑索一同現場演出。演出結束後不久，他宣布「新音樂即將推出」，表示它將於2017年9月22日發行。
《凝望星空》共收錄4首歌曲，分別是先前和赛琳娜·戈麦斯合作的不會是我、與艾麗·高登合作的初戀、跟專輯一同釋出的同名歌曲以及莎夏·斯隆演唱的This Town，專輯之後還加收凱戈混音版的U2樂團作品最美好的事。為宣傳作品，索尼音樂為不會是我、初戀、凝望星空製作了音樂錄影帶。

## 商業表現
相比不會是我、初戀兩支單曲在美國《告示牌》Billboard Hot 100上的優異，迷你專輯的表現較差。《凝望星空》首周售出37份，登上Billboard 200第161名，2周後，歌曲最高排名來到137名。而在澳大利亚、加拿大，專輯排名40和17名，獲頒當地唱片協會白金和金唱片認證。

## 曲目列表
| 標準版   | 標準版                      | 標準版 |
| 曲序     | 曲目                        | 时长   |
| -------- | --------------------------- | ------ |
| 1.       | 凝望星空（賈斯汀·傑索獻聲） | 3:45   |
| 2.       | 不會是我（與赛琳娜·戈麦斯） | 3:40   |
| 3.       | 初戀（與艾麗·高登）         | 3:14   |
| 4.       | This Town（莎夏·斯隆獻聲）  | 3:22   |
| 总时长： | 总时长：                    | 14:01  |

| 擴充版   | 擴充版                        | 擴充版 |
| 曲序     | 曲目                          | 时长   |
| -------- | ----------------------------- | ------ |
| 5.       | 最美好的事（U2樂團 vs. 凱戈） | 4:18   |
| 总时长： | 总时长：                      | 18:19  |

| 美國版   | 美國版                      | 美國版 |
| 曲序     | 曲目                        | 时长   |
| -------- | --------------------------- | ------ |
| 1.       | 凝望星空（賈斯汀·傑索獻聲） | 3:45   |
| 2.       | 初戀（與艾麗·高登）         | 3:14   |
| 3.       | This Town（莎夏·斯隆獻聲）  | 3:22   |
| 总时长： | 总时长：                    | 10:32  |

## 排行和銷量認證
| 排行榜（2017年）                              | 排名 |
| --------------------------------------------- | ---- |
| 澳大利亚（澳大利亚唱片业协会單曲榜）          | 40   |
| 加拿大（Canadian Albums Chart）               | 17   |
| 法國（法國唱片出版業公會單曲榜）              | 33   |
| 新西兰（新西兰官方音乐榜）                    | 30   |
| 瑞典（瑞典最熱榜）                            | 12   |
| 美國（Billboard 200）                         | 137  |
| 美國（《告示牌》Top Dance/Electronic Albums） | 3    |

| 排行榜（2017年）                              | 排名 |
| --------------------------------------------- | ---- |
| 美國（《告示牌》Top Dance/Electronic Albums） | 25   |
| 排行榜（2018年）                              | 排名 |
| 美國（《告示牌》Top Dance/Electronic Albums） | 11   |

| 國家或地區                     | 認證 | 認證單位/銷量 |
| ------------------------------ | ---- | ------------- |
| 澳大利亞（澳大利亚唱片业协会） | 白金 | 70,000‡       |
| 加拿大（加拿大音乐协会）       | 金   | 40,000‡       |
| ‡僅含認證的串流媒體+實際銷量   |      |               |

## 備註
1. ↑  根據澳大利亚唱片业协会規定，單曲是指最多收錄5首且時長未超過25分鐘的產品[36]。
2. ↑  根據法國唱片出版業公會規定，收錄曲目少於5首，不論有多少混音，都視為單曲[38]。

## 外部連結
- Apple Music上的《凝望星空》 （页面存档备份，存于）
- Spotify上的《凝望星空》(含擴充曲目) （页面存档备份，存于）
- YouTube上的《凝望星空》 （页面存档备份，存于）